# Spelsbury
Koordinaten: 51° 54′ N, 1° 30′ W

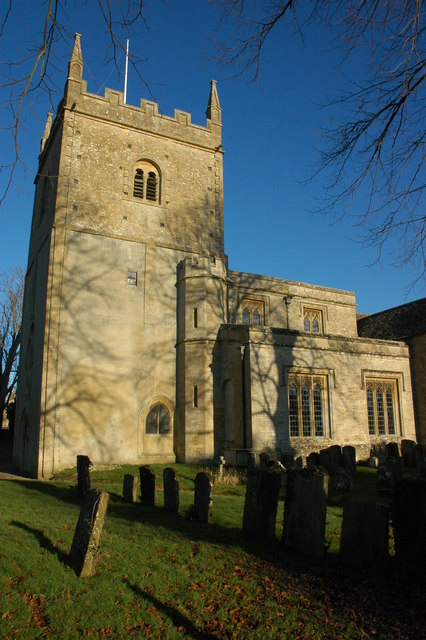
Kirche von Spelsbury

Spelsbury ist ein Dorf und „civil parish“ (Gemeinde) in der englischen Grafschaft Oxfordshire, Distrikt West Oxfordshire, etwa 2,5 Kilometer nördlich von Charlbury. Spelsbury hat 305 Einwohner (2001).
Auf dem Friedhof des Ortes liegt der Dichter John Wilmot (1647–1680) und sein Sohn Charles (1671–1681) begraben.